# Ronald Guzmán Huaique
Ronald Enrique Guzmán Huaique (La Unión, Región de Los Ríos, 21 de diciembre de 2001) es un futbolista chileno que juega como defensa en Cobreloa de la Primera B de Chile.

## Trayectoria

### O'Higgins
Ronald se unió en 2016 a O'Higgins a los 15 años, luego ser observado por el área de captación del club. En 2021 es ascendido al primer equipo pero no logró debutar, solo tuvo una citación contra Everton para el banco de suplentes.

### Santa Cruz
En el segundo semestre de 2021 es enviado a préstamo a Deportes Santa Cruz para disputar el torneo de Primera B, debutando con el técnico Osvaldo Hurtado el 24 de julio contra Fernández Vial, encuentro que finalizó 3-2 en favor de los aurinegros. Luego de este partido participó en 8 apariciones del campeonato incluyendo 3 en Copa Chile.

### Retorno a O'Higgins
Luego de su cesión en Santa Cruz, Guzmán volvió al primer equipo de O'Higgins para ser una de las alternativas sub-21 en el Campeonato Nacional 2022. Su primer partido como titular en la división de honor llegó el 19 de marzo de 2022 en el triunfo 2-1 sobre la Universidad Católica en el Estadio El Teniente, jugando hasta los 66'.

## Clubes
| Club | Div.          | Temporada     | Liga  | Liga  | Copas nacionales(1) | Copas nacionales(1) | Torneos internacionales(2) | Torneos internacionales(2) | Total(3) | Total(3) |
| Club | Div.          | Temporada     | Part. | Goles | Part.               | Goles               | Part.                      | Goles                      | Part.    | Goles    |
| --- | ------------- | ------------- | ----- | ----- | ------------------- | ------------------- | -------------------------- | -------------------------- | -------- | -------- |
| Deportes Santa Cruz · Chile | 2.ª           | 2021          | 9     | 0     | 3                   | 0                   | 0                          | 0                          | 12       | 0        |
| Deportes Santa Cruz · Chile | Total club    | Total club    | 9     | 0     | 3                   | 0                   | 0                          | 0                          | 12       | 0        |
| O'Higgins · Chile | 1.ª           | 2022          | 9     | 0     | 2                   | 0                   | 0                          | 0                          | 11       | 0        |
| O'Higgins · Chile | 1.ª           | 2023          | 3     | 0     | 0                   | 0                   | 0                          | 0                          | 3        | 0        |
| O'Higgins · Chile | Total club    | Total club    | 12    | 0     | 2                   | 0                   | 0                          | 0                          | 14       | 0        |
| Total carrera | Total carrera | Total carrera | 21    | 0     | 5                   | 0                   | 0                          | 0                          | 26       | 0        |
| (1) Incluye datos de Copa Chile. (2) Incluye datos de la Copa Libertadores (2020-Act.). (3) No incluye goles en partidos amistosos. |               |               |       |       |                     |                     |                            |                            |          |          |